# Canaltech
O Canaltech é um site de tecnologia, com informações sobre jogos eletrônicos, notícias, entrevistas, análises de aparelhos móveis, dicas, tutoriais e aplicativos.

## História
O Canaltech foi fundado em julho de 2012 por Felipe Szatkowski e Domingos Hypolito Neto com o intuito de produzir conteúdos sobre tecnologia. Atualmente, realiza análises de produtos, podcasts, temas corporativos e cobertura do noticiário diário. Também abrange temas como: lançamentos de produtos, novidades das empresas que atuam neste meio, atualizações sobre as redes sociais e a internet, curiosidades, notícias e entrevistas sobre ciências, espaço e cultura geek.
Com o objetivo de reconhecer publicamente o trabalho das empresas e profissionais que mais se destacam no âmbito da tecnologia no país ao longo do ano, a equipe de profissionais do Canaltech promove, desde 2017, o Prêmio Canaltech que, em sua última edição, contabilizou mais de 39 mil votantes.
Em agosto de 2020, a Magazine Luiza anunciou a aquisição do site. O valor do negócio não foi divulgado.

## Prêmios
O Canaltech é vencedor do Prêmio Influenciadores Digitais em 2018, 2019 e 2020 na categoria Tecnologia Digital, e Prêmio ESET de Jornalismo em Segurança Cibernética de 2018. Em 2020, ganhou o Prêmio iBest por júri popular, na categoria Conteúdo de Tecnologia.

## Prêmio Canaltech
Desde 2017, a equipe do Canaltech realiza o Prêmio Canaltech, que reconhece publicamente o trabalho das empresas e dos profissionais que mais se destacam no setor de tecnologia no Brasil ao longo do ano. Na edição de 2019, contabilizou mais de 39 mil votantes.
Os melhores de 2019 foram escolhidos em seis modalidades: “Marca mais Desejada”, “Marca mais Reconhecida em TI”; “Mobile”; “Serviços”; “Aplicativos” e “Games”. Cada uma delas com algumas categorias, que totalizaram 42 premiações. Além de contar com um júri técnico, a premiação também contou com uma ampla votação do público.

## Audiência
Em julho de 2020, site do Canaltech atingiu 17,96 milhões de visitantes únicos, de acordo com a ferramenta de medição Similarweb. A média de acessos mensais, se comparados aos últimos 4 meses, é de 19,15 milhões, segundo a mesma ferramenta. Com sua presença nas principais redes sociais, soma hoje 792 mil seguidores e 2,5 milhões de inscritos no YouTube.